# Miozän (Band)
Miozän war eine in den 1990er- und 2010er-Jahren aktive Hardcore-Band aus Walsrode und Umgebung.

## Geschichte
Die Band wurde 1991 unter dem Namen Cause for Concern gegründet, jedoch rasch umbenannt. Der Bandname ist an das gleichnamige Zeitalter der Erdgeschichte angelehnt und wurde vom ersten Schlagzeuger Harry S. eingebracht. Das erste Album wurde 1992 im Kassettenformat veröffentlicht und hielt sich über ein Jahr lang in den Top Ten der ZAP-Lesercharts. Kurz darauf engagierte die Band einen weiteren Gitarristen, von dem sie sich 1994 zwar im Streit trennte, das Set-up mit zwei Gitarristen allerdings beibehielt. Nach der Veröffentlichung des Albums Thorn in Your Side 2001 trennte sich die Band nach einer Tournee mit Kill Your Idols, da sich die Mitglieder ausgebrannt fühlten. Nach der Auflösung gründeten Kuddel und Kurowski die Band Souls on Fire, die ein Album auf Knock Out Records veröffentlichte. Kurowski spielte außerdem bei I Defy.
2009 fand die Band für ein Konzert im Conne Island in Leipzig zusammen. Nach einem weiteren Konzert 2014 beschlossen Kuddel und Kurowski, Material für ein neues Album und damit für eine Wiedervereinigung der Band zu erarbeiten. Kurowski half die Arbeit am Album nach eigenen Aussagen über seine Darmkrebserkrankung hinweg. Ab 2016 war die Band mit drei neuen Mitgliedern wieder aktiv; Gitarrist Florian Müller spielte vorher bei Dew-Scented. Im gleichen Jahr trat Miozän unter anderem auf dem Endless Summer Open Air auf. 2017 erschien ein neues Album. 2019 verließ Kuddel die Band, die daraufhin aufgelöst wurde. Die übrigen Mitglieder gründeten gemeinsam mit dem Sänger Christoph Süselbeck, der auch bei der Metal-Band Gloryful tätig ist, die Band Ash Return.

## Stil und Rezeption
Das Ox-Fanzine bezeichnete die Musik der Band als „moshigen Hardcore alter New Yorker Schule mit durchdachten und politischen Texten“ und stellte Vergleiche mit Agnostic Front, Madball und Sick of It All an. Ox-Redakteur David Häussinger bezeichnete Miozän als „eine der respektiertesten Bands in der Szene“, deren erste zwei Alben „doch sehr eigenständig waren mit ihrer Mischung aus altem NYHC und britischem Hardcorepunk“ und der Band einen Status als „Fanzinelieblinge“ eingebracht hätten. Das von ihm rezensierte Album Thorn in Your Side sah er hingegen von „gepflegter Langeweile“ geprägt; dem Midtempo-Hardcore des Albums fehle „das Feuer und der Enthusiasmus der alten Sachen“. Metal.de stellte heraus, dass sich Miozän „durch zahlreiche laute und schwitzigen Konzerte einen beachtlichen Kultstatus erarbeitet hätten“. Das 2016er-Album Surrender Denied klänge zeitgemäß und bodenständig und sei durch die für Hardcore typische hohe Geschwindigkeit und Dynamik geprägt, sei aber „geschickt von Melodien durchkreuzt“ und verfüge über „einige metallige Spitzen“ und hardcore-untypische Tonfolgen. Für die Rock Hard schrieb Redakteur Jan Jaedike, Miozän transportierten „die Frische und Energie der ersten amerikanischen HC-Explosion mühelos in die Mittneunziger“. Das Magazin wertete, die Hardcoreszene habe „eine Band wie Miozän bitter nötig“. Das australische Magazin Heavy notierte anlässlich einer Rezension des Albums Surrender Denied „starke politische (...) Botschaften“ sowie „schonungslosen Hardcore, einschlagende Riffs, Knochen zermahlene Breaks und hymnische Singalongs“. Miozän sei eine „essenzielle Hardcoreband“, die „mit ihren Herzen den Geist des Hardcore verströme“. Das Magazin zog Vergleiche zu Warzone und Sick of It All.
Bassist Kurowski bezeichnete die Musik der Band als „Soundtrack zur Lebenseinstellung“ oder „Hardcore mit Metal-Gitarren“. Sänger Kuddel hob in einem Interview Iron-Maiden-artige Passagen hervor und bezeichnete die Musik des Comeback-Albums als „Youth-Crew-New-York-Oldschool mit Spandexhose“. Die Band sieht sich selbst als politisch motiviert, wenn auch zu Zeiten der Bandgründung stärker als einige Jahre später.

## Diskografie
- 1992: Offer Resistance (kein Label)
- 1993: Caught in Their Free World (Per Koro Records)
- 1995: Big Stick Policy (Defiance Records)
- 1996: Nothing Remains (Mad Mob Records)
- 1998: Ignorance (Mad Mob Records)
- 1999: When Revolution Is a Secret ...Unity Is the Key / Lost in the USA (Split-EP mit Cause for Alarm, Grapes of Wrath)
- 2000: Thorn in Your Side (Mad Mob Records)
- 2005: Offer Resistance (Wreed Records)
- 2017: Surrender Denied (Demons Run Amok)